# Emory University

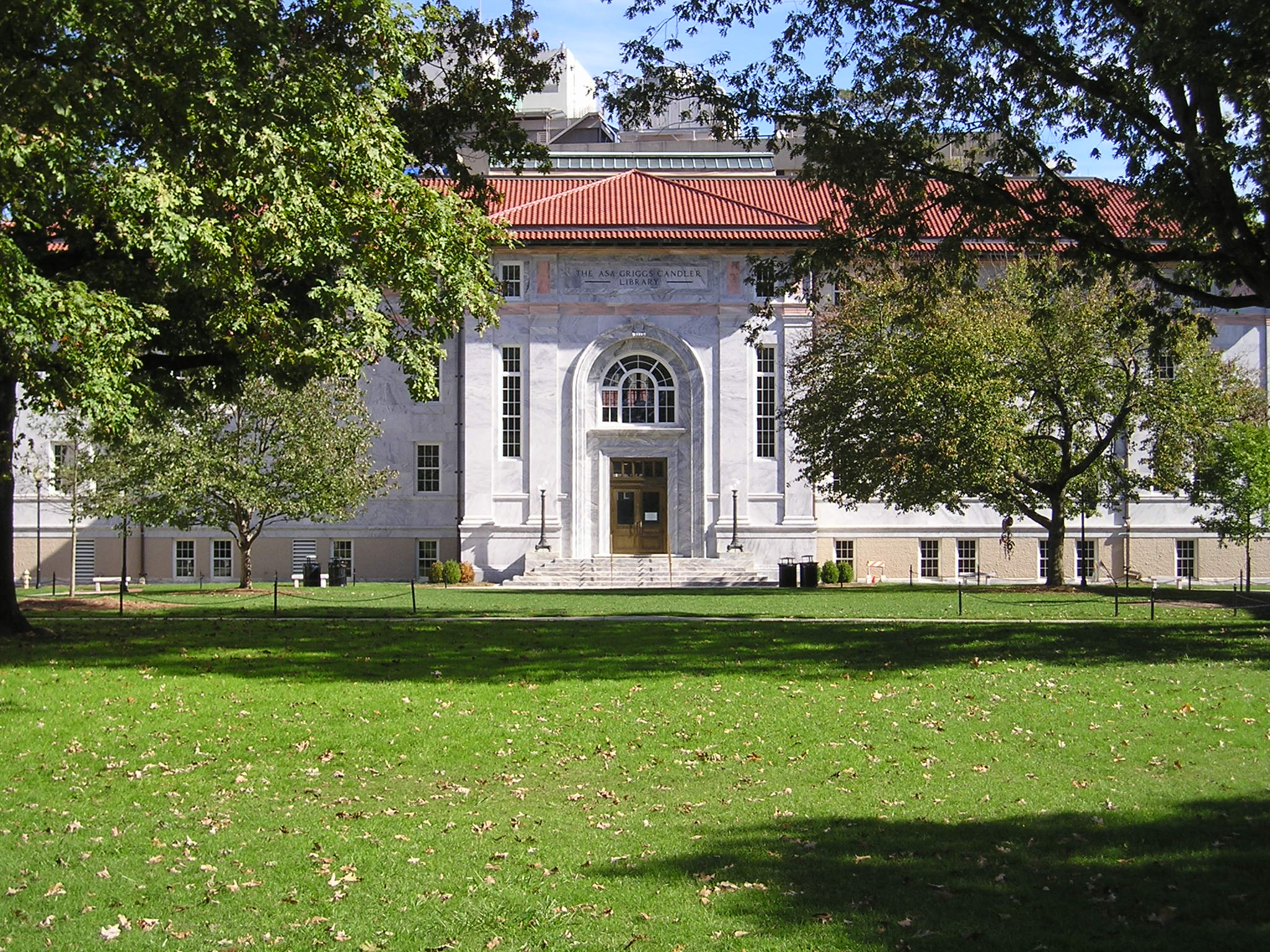
Candler-Bibliothek

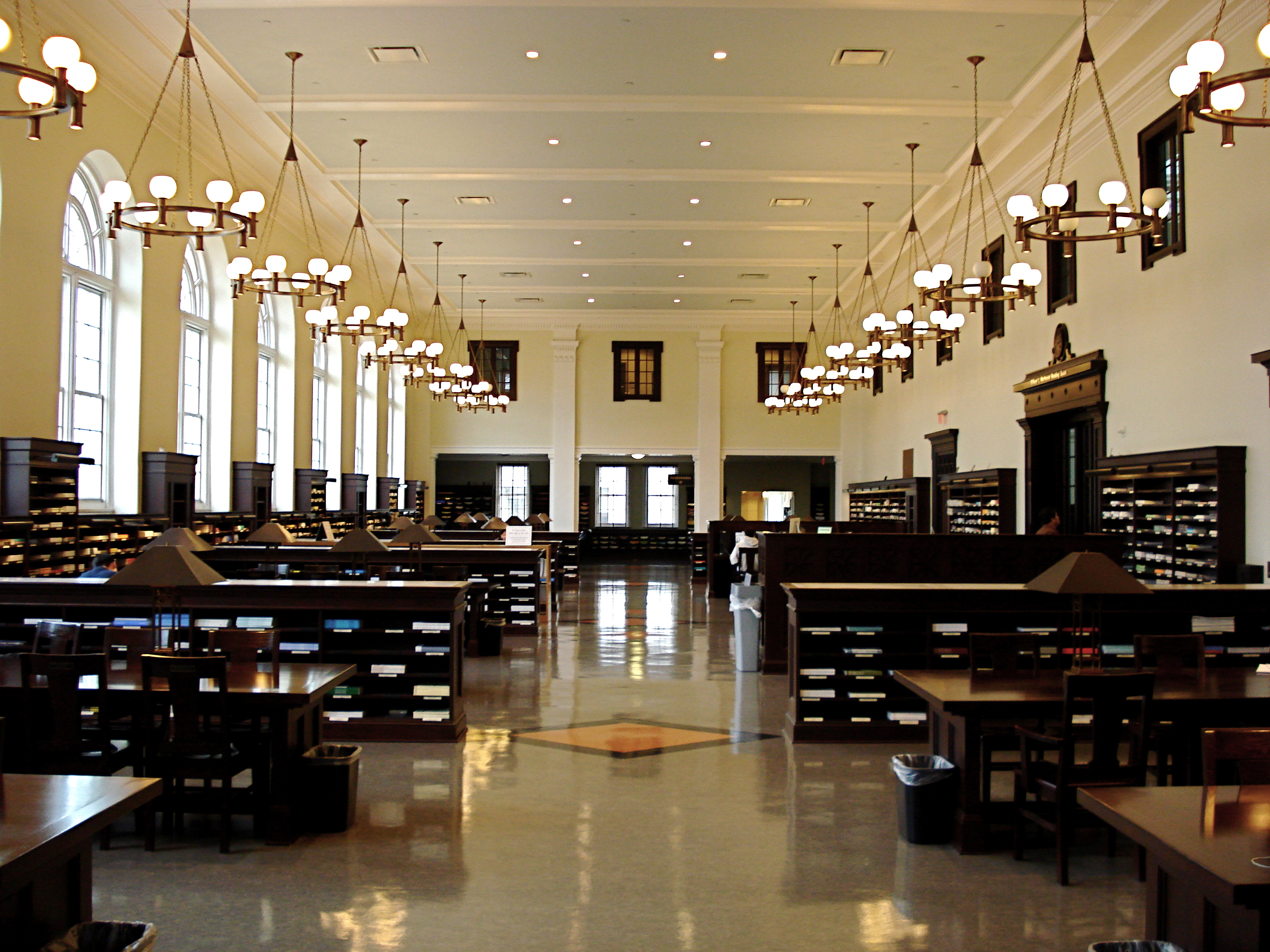
Lesesaal

Die Emory University ist eine US-amerikanische Privatuniversität in Druid Hills, Atlanta, Georgia. Die Hochschule ist Mitglied der Association of American Universities, einem seit 1900 bestehenden Verbund führender forschungsintensiver nordamerikanischer Universitäten.

## Geschichte
Die Universität wurde 1836 von der Methodisten-Kirche gegründet. Anfangs in Oxford, Georgia, beheimatet, zog die Universität erst 1916 um.
Asa Griggs Candler, der Gründer der Coca Cola Company, spendete der Emory University das Grundstück und eine Million US-Dollar.

## Organisation
Wie bei den meisten US-amerikanischen Universitäten ist auch das Lehrangebot der Emory University in ein Undergraduate Program und ein Graduate Program aufgeteilt. Während ersteres zumeist in vier Jahren zum Bachelor-Abschluss führt, erwirbt man mit dem Absolvieren des Graduate Program den Master-Abschluss.
Die Studiengänge zum Bachelor werden im Emory College durchgeführt. In diesem werden 50 Hauptfächer (majors) angeboten. Auf dem College werden gegenwärtig (Stand: Juni 2006) ca. 6000 Studenten unterrichtet, außerdem 600 im Oxford College of Emory University, welches ein zweijähriges Programm umfasst und danach automatisch in die letzten zwei Jahre des Emory College-Undergraduate-Programm mündet.
Die Graduate School of Arts and Sciences umfasst die Master- und Doktor-Studiengänge. Besondere Schwerpunkte in diesem Bereich sind die Candler School of Theology, die Emory Law School und die Goizueta Business School. Sehr ausgeprägt ist außerdem das Emory Hospital System, der medizinische Bereich der Universität; die Kliniken bilden den größten Krankenhauskomplex des Bundesstaates Georgia.

## Zahlen zu den Studierenden
Im Herbst 2020 waren 13.997 Studierende eingeschrieben. Davon strebten 7.010 (50,1 %) ihren ersten Studienabschluss an, sie waren also undergraduates. Von diesen waren 59 % weiblich und 41 % männlich; 23 % bezeichneten sich als asiatisch, 9 % als schwarz/afroamerikanisch und 11 % als Hispanic/Latino. 6.987 (49,9 %) arbeiteten auf einen weiteren Abschluss hin, sie waren graduates.
2010 waren 12.756 Studierende eingeschrieben.

## Vermögen
Das Stiftungsvermögen der Emory University hatte Mitte 2023 einen Wert von 10,24 Milliarden US-Dollar, 2,4 % mehr als im Vorjahr. Damit lag die Universität 2023 auf Platz 17 der vermögendsten Hochschulen der USA und Kanadas.
| Jahr | Vermögen      | Veränderung zum Vorjahr | Rang |
| ---- | ------------- | ----------------------- | ---- |
| 2017 | 6,905 Mrd. $  |                         |      |
| 2018 | 7,292 Mrd. $  | + 5,6 %                 | 17   |
| 2019 | 7,872 Mrd. $  | + 7,96 %                | 17   |
| 2020 | 7,937 Mrd. $  | + 0,82 %                | 17   |
| 2021 | 11,031 Mrd. $ | + 39,0 %                | 15   |
| 2022 | 9,998 Mrd. $  | − 9,37 %                | 17   |
| 2023 | 10,240 Mrd. $ | + 2,4 %                 | 17   |

## Sport
Die Sportteams sind die Eagles. Die Hochschule ist Mitglied in der University Athletic Association.

## Alumni und Professoren
- Gilda Barabino (* 1956), Bioingenieurin und Hochschullehrerin
- David J. Bederman (1961–2011), Völkerrechtler
- Sylvia Bozeman (* 1947), Mathematikerin und Hochschullehrerin
- Vojtěch Rödl (* 1949), Mathematiker und Hochschullehrer
- Salman Rushdie (* 1947), Schriftsteller, Writer in Residence (2007–2012)
- Jimmy Carter (1924–2024), Politiker, 39. Präsident der Vereinigten Staaten, Dozent Politikwissenschaften
- Jean-François Lyotard (1924–1998), Philosoph und Literaturtheoretiker, Robert Woodruff Professor
- Barbara Uehling (1932–2020), Psychologin, Hochschullehrerin und Universitätspräsidentin
- Tendzin Gyatsho (* 1935), 14. Dalai Lama, Ehrenprofessur mit Lehre
- Lee Hong-koo (* 1934), Politiker, südkoreanischer Premierminister
- Etta Zuber Falconer (1933–2002), Mathematikerin und Hochschullehrerin